# Hinojosa del Valle
Pour les articles homonymes, voir Hinojosa (homonymie).
Hinojosa del Valle est une commune d’Espagne, dans la province de Badajoz, communauté autonome d'Estrémadure.